# Tempel der Venus und der Roma

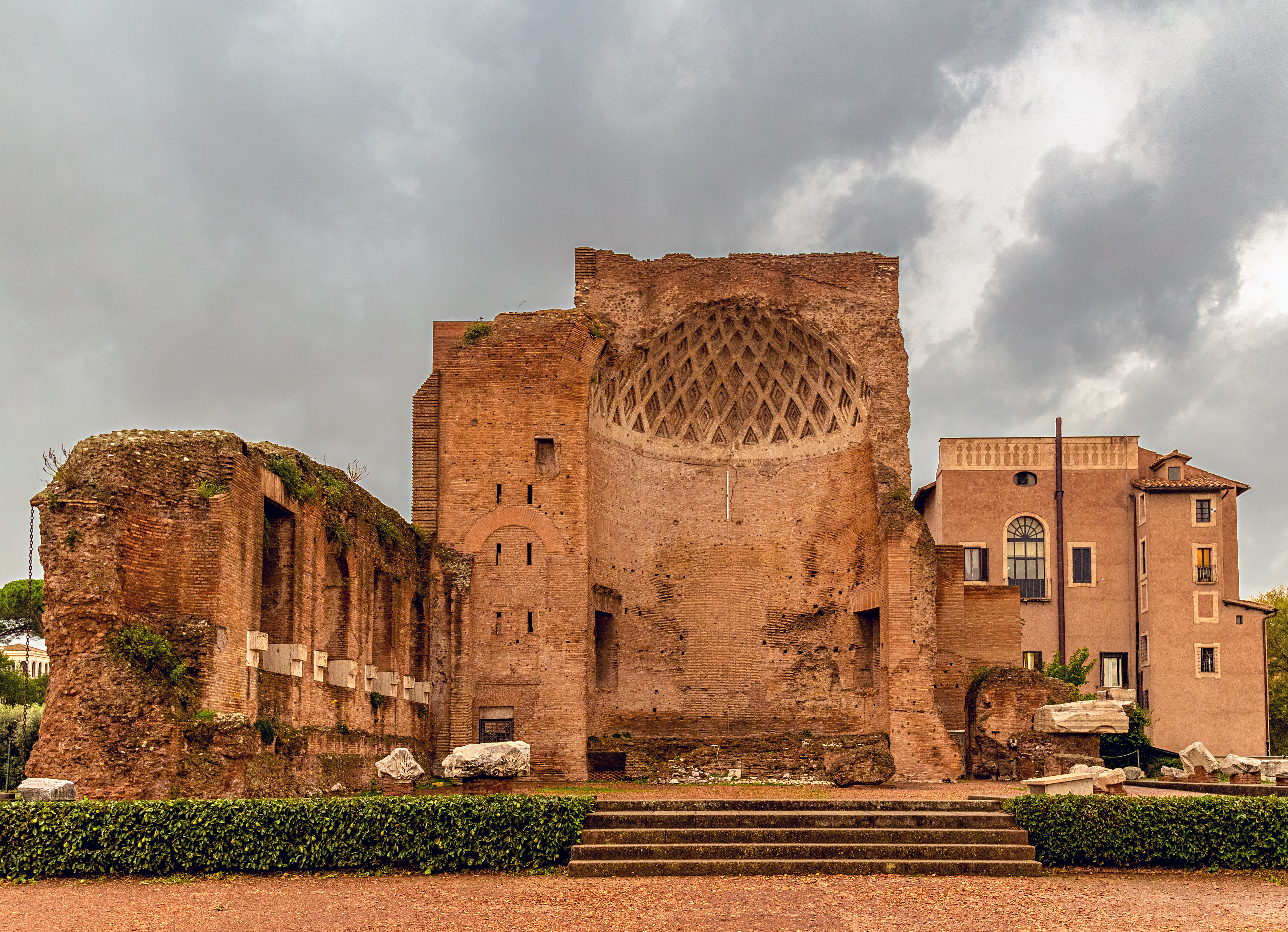
Tempel der Venus und der Roma

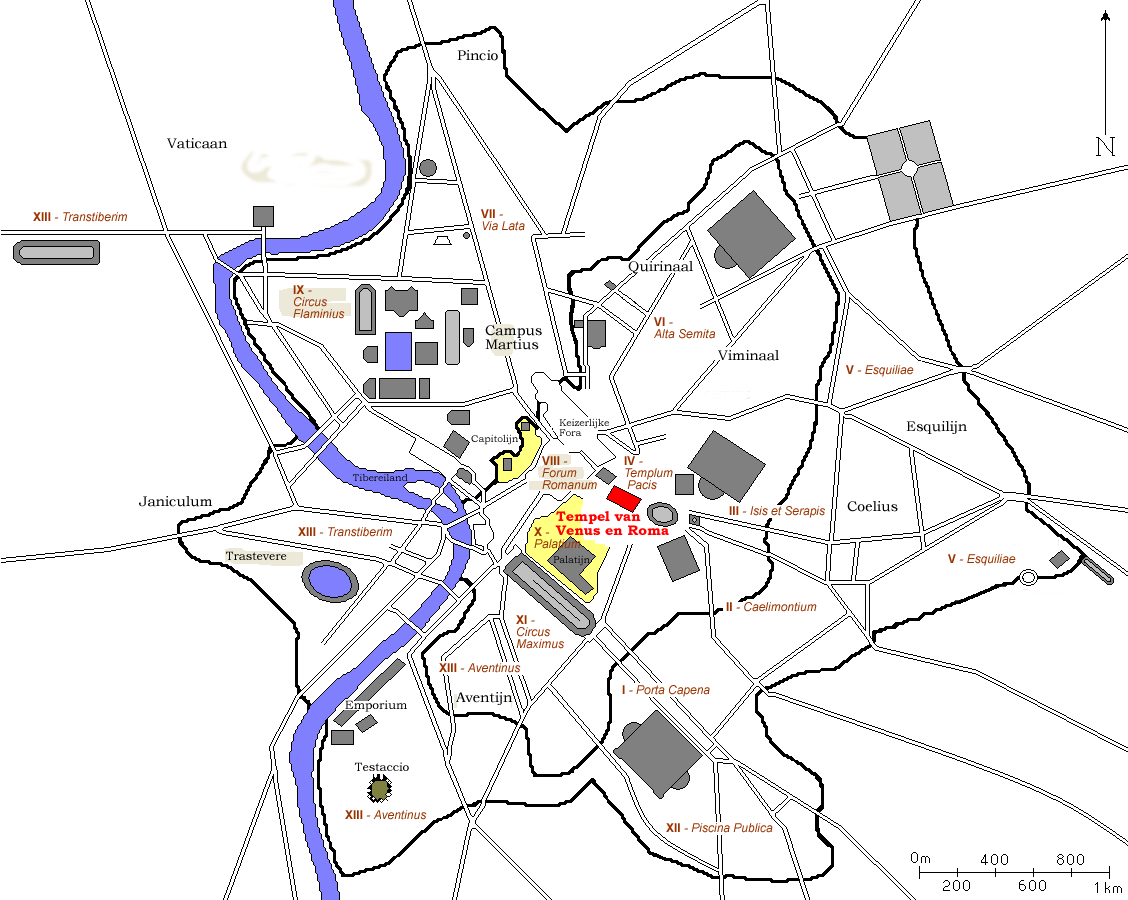
Grundkarte Rom

Der Tempel der Venus und der Roma (lateinisch Templum Veneris et Romae) ist ein Doppeltempel in Rom. Seine erhaltenen Reste befinden sich am Abhang der Velia zum Kolosseum hin. Die dem Forum Romanum zugewandte Cella war der römischen Stadtgöttin Roma geweiht, in der anderen wurde der Venuskult praktiziert, der von Kaiser Hadrian neu belebt wurde.
Die Grundfläche des Tempels betrug 140 mal 100 Meter, was ihn zum größten Tempel Roms machte. Sein Bau wurde 121 n. Chr. unter Hadrian begonnen, jedoch erst unter seinem Nachfolger Antoninus Pius beendet. Die Bauarbeiten bedingten den Abriss der Eingangshalle der von Nero errichteten Domus Aurea. Die Fundamente dieses Baus wurden teilweise wiederverwendet. Der Tempel war an seinen Längsseiten von einer Doppelportikus aus grauen Granitsäulen umrahmt, die über Propyläen verfügten. Insgesamt war die Architektur des Tempels eher an den griechischen als den römischen Bauregeln orientiert. So besaß er auch kein hohes Podium, das für römische Tempel obligatorisch war.
Kaiser Maxentius ließ den Tempel, der durch einen Brand beschädigt worden war, 307 restaurieren und seinen Grundriss dabei wesentlich verändern. Die Cellae wurden jeweils um eine Apsis ergänzt und ihre Holzdecke durch ein Tonnengewölbe ersetzt.
Die westliche Cella ist am besten erhalten, da sie lange Zeit in die Kirche Santa Francesca Romana eingegliedert war. In ihr befindet sich heute eine Ausstellung und Sammlung von Altertümern unter dem Namen Antiquarium Forense (Antiquarium des Forum Romanum).

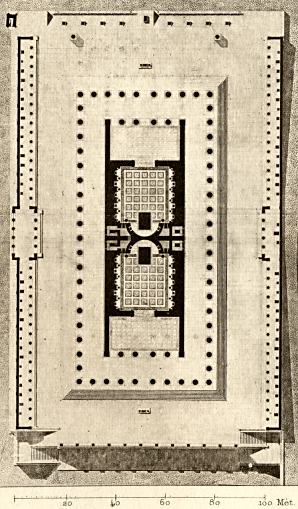
Grundrissrekonstruktion um 1850
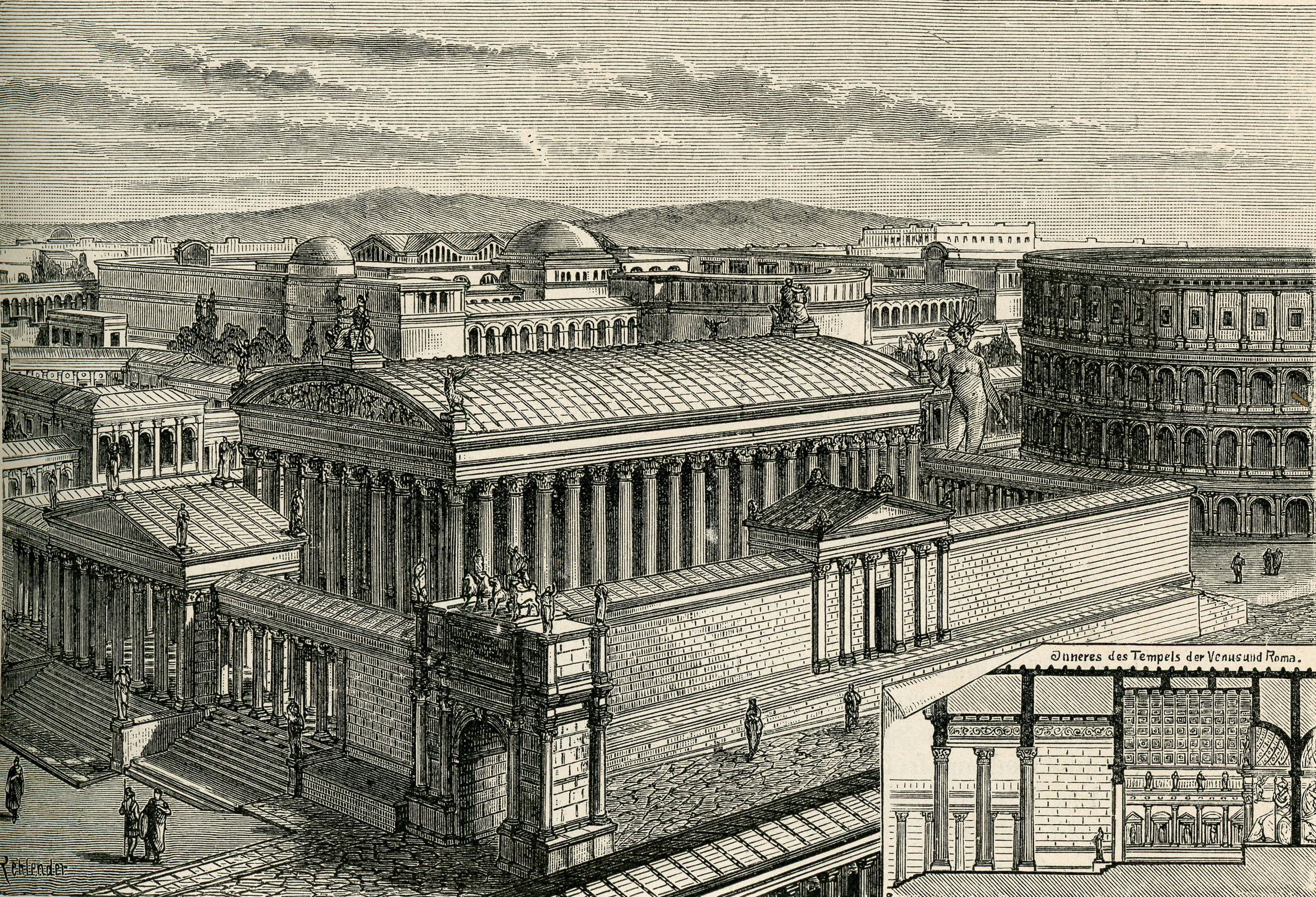
Rekonstruktionszeichnung von 1894
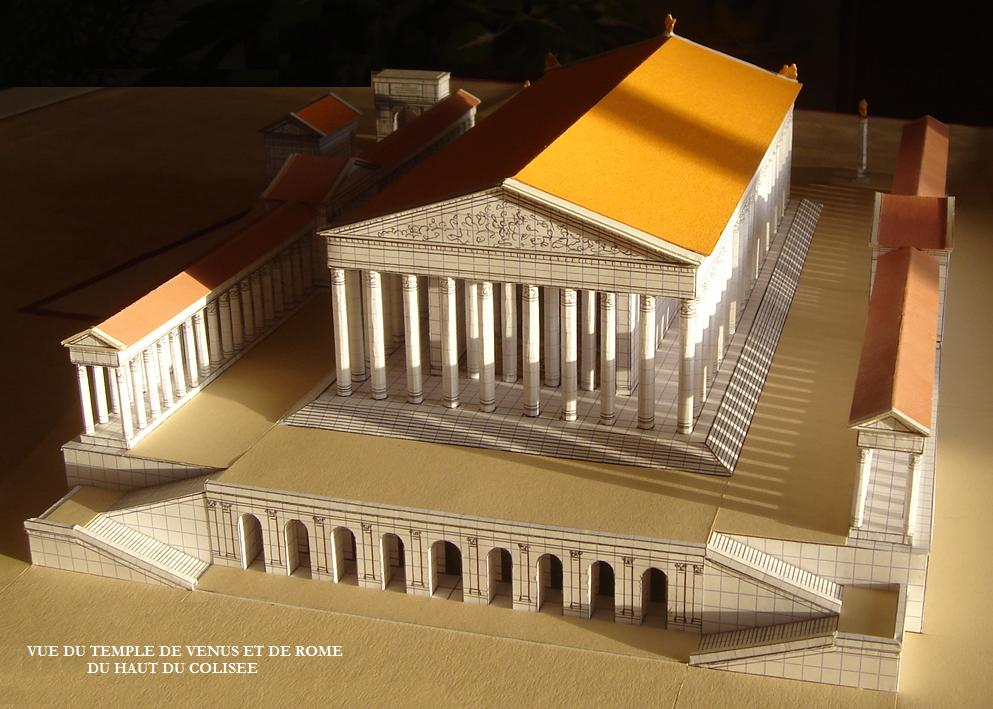
Moderne Rekonstruktionsanimation
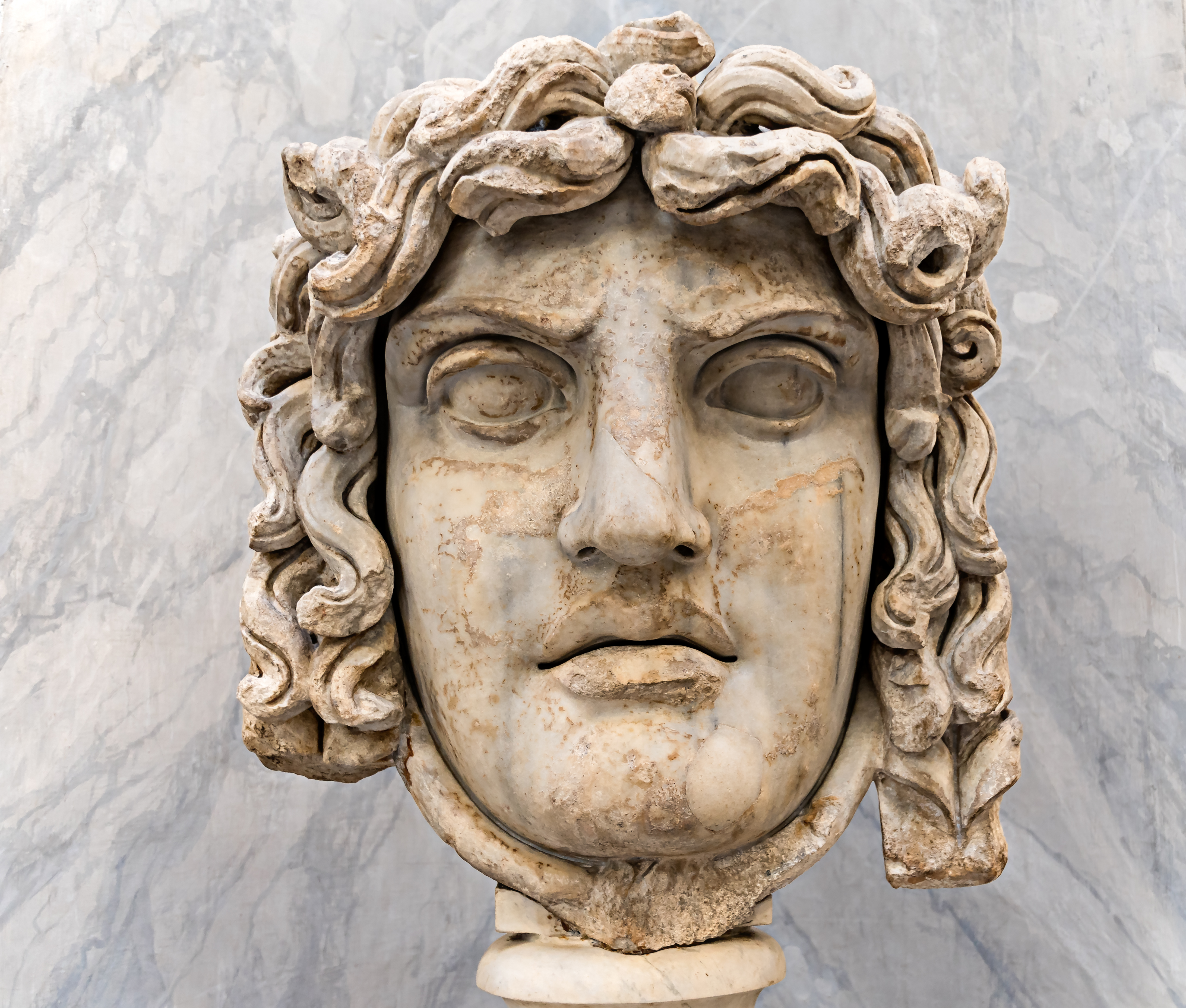
Kopf der Medusa, der im Tempel der Venus und der Roma aufgestellt war

## Bibliographie
- Sandro Lorenzatti, Vicende del tempio di Venere e Roma nel Medioevo e nel Rinascimento, in "Rivista dell’Istituto Nazionale di Archeologia e storia dell’Arte", 13, 1990, S. 119–138.